# Culex antunesi
Culex antunesi är en tvåvingeart som beskrevs av Lane och Charles Otis Whitman 1943. Culex antunesi ingår i släktet Culex och familjen stickmyggor. Inga underarter finns listade i Catalogue of Life.